# Icelus cataphractus
Icelus cataphractus és una espècie de peix pertanyent a la família dels còtids.

## Descripció
- Fa 30 cm de llargària màxima.[5][6]

## Hàbitat
És un peix marí, demersal i de clima temperat que viu entre 60-454 m de fondària.

## Distribució geogràfica
Es troba al Pacífic nord-occidental: des del nord del Japó fins al mar d'Okhotsk.

## Observacions
És inofensiu per als humans.